# Cosmisoma speculiferum
Cosmisoma speculiferum är en skalbaggsart som först beskrevs av Hippolyte Louis Gory 1831.  Cosmisoma speculiferum ingår i släktet Cosmisoma och familjen långhorningar. Inga underarter finns listade i Catalogue of Life.